# Spondyliosoma
Spondyliosoma és un gènere de peixos pertanyent a la família dels espàrids.

## Taxonomia
- Càntera (Spondyliosoma cantharus) (Linnaeus, 1758)[4][5][6][7][8]
- Spondyliosoma emarginatum (Valenciennes, 1830)[9][10][11][12][13][14][15]